# مسروق (فلم)
مسروق (وبالإنجليزية Stolen) فيلم من بطولة نيكولاس كيج وداني هيوستن وجوش لوكاس. الفيلم من تآليف ديفيد جوجنهايم وأخرجه سايمون ويست.

## القصة
تدور أحداث الفيلم حول لص محترف يقبض عليه بعد ان سرق بنك يقرر الاعتناء بابنته المراهقة بعد خروجه من السجن، إلا أنه يفاجأ باختطافها في إحدى سيارات الأجرة من قبل صديقه هدا الاخير يعتقد بانه خبأ المال قبل ان يقبض عليه .

## طاقم التمثيل
- نيكولاس كيج (ويل مونتجومري)
- مالين أكرمان (ريلي سميس)
- داني هيوستن (تيم هارليند)
- جوش لوكاس (فنسنت)
- مارك فالي (فليتشر)
- سامي جالي (آليسون)

## وصلات خارجية
- مقالات تستعمل روابط فنية بلا صلة مع ويكي بيانات